# Sebastian von Heusenstamm
Sébastien von Heusenstamm, né le 16 mars 1508 à Francfort-sur-le-Main, décédé le 18 mars 1555 à Eltville, archevêque électeur de l'église métropolitaine de Mayence, docteur en l'un et l'autre droit (Doctor iuris utriusque), est élu, le 20 octobre 1545 pour succéder à l'archevêque Albert.
Il est le fils de Martin de Heusenstamm, qui est quelque temps vidame de Mayence, et d'Isabelle Brendel de Hombourg. 
Le terme de l'évêque Sébastien est tombé dans les temps troublés de la Réforme protestante, dont les bouleversements également affecté et le plus important l'archevêché de Mayence. Même avant son élection comme archevêque Sébastien est grand écolâtre, homme respecté dans le chapitre de Mayence.
Il est présent, en l'an 1548, à l'investiture que Maurice, duc de Saxe, reçoit de la dignité électorale à la diète d'Augsbourg, le 24 février, après que le duc Jeïn-Frédéric en ait été dépouillé. Il ne fait pas un personnage muet dans cette occasion.
Sébastien est enterré dans Memorienkapelle (chapelle de la mémoire) de la cathédrale de Mayence.